# Reuzengordelstaarthagedis
De reuzengordelstaarthagedis (Smaug giganteus) is een hagedis uit de familie gordelstaarthagedissen (Cordylidae).

## Naamgeving

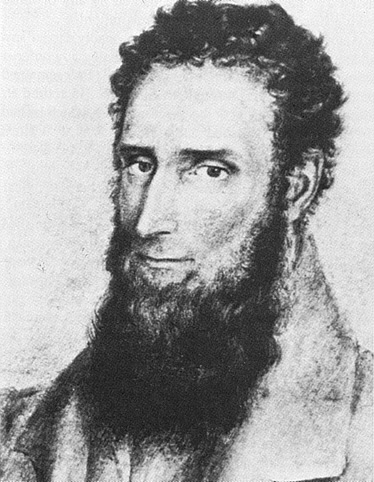
Andrew Smith

De reuzengordelstaarthagedis werd voor het eerst wetenschappelijk beschreven door Andrew Smith in 1844. Oorspronkelijk werd de naam Cordylus giganteus gebruikt en onder deze naam is de hagedis in veel literatuur bekend. Later werd de soort ook tot het niet langer erkende geslacht Zonurus gerekend.
De huidige geslachtsnaam Smaug is vernoemd naar de draak Smaug uit de The Hobbit-verhalen van J.R.R. Tolkien. Deze naam werd voor het eerst geopperd in 2011, bijna veertig jaar na de dood van Tolkien. Zie ook het artikel Smaug (geslacht) voor de etymologie.
De soortaanduiding giganteus betekent vrij vertaald 'gigantisch' en slaat op de lichaamslengte, het is de grootste en zwaarste soort van de gordelstaarthagedissen.

## Verspreiding en habitat
De reuzengordelstaarthagedis komt voor in delen van Afrika en leeft endemisch in Zuid-Afrika. Verreweg het grootste deel van het verspreidingsgebied ligt in het oosten van de provincie Vrijstaat, maar er zijn enkele andere geïsoleerde populaties in de aangelegen provincies KwaZoeloe-Natal en Mpumalanga.
De habitat bestaat uit droge, hoger gelegen gebieden met enige plantengroei zoals grassen. De aanwezigheid van rotsen en stenen is een belangrijke voorwaarde omdat de hagedissen hieronder schuilen. Een deel van het natuurlijke leefgebied is aangetast door de mens voor de kweek van gewassen zoals graan, mais en zonnebloemen. De reuzengordelstaarthagedis staat hierdoor bekend als een kwetsbare soort.

## Uiterlijke kenmerken

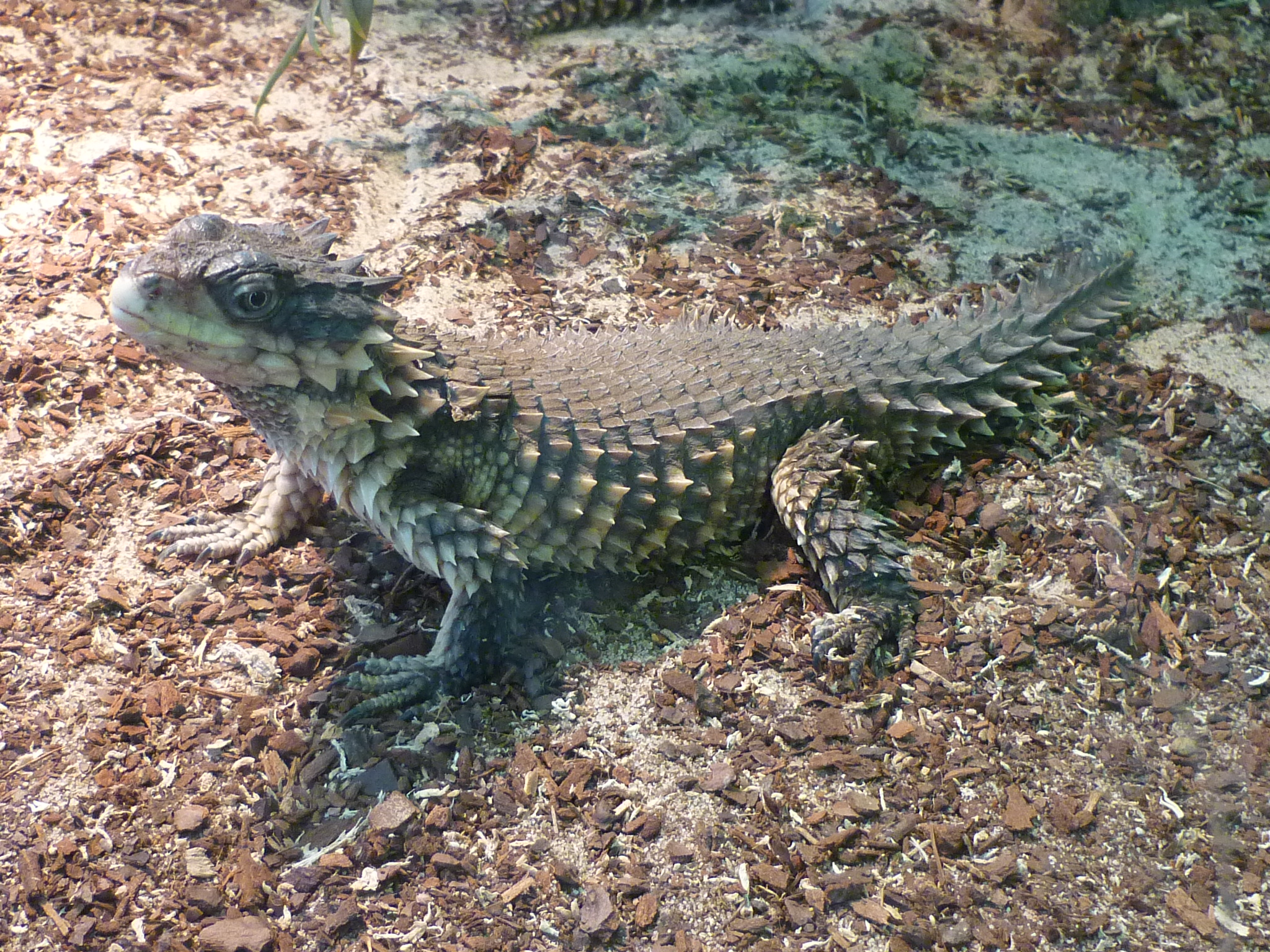
Exemplaar uit een dierentuin.

De reuzengordelstaarthagedis is een van de grootste en zwaarste soorten uit de familie gordelstaarthagedissen en het is tevens een van de bekendere soorten. Deze soort heeft een wat gedrongen lichaam, een grote driehoekige kop en een dikke korte staart. De lichaamskleur is beige tot bruin en soms lichtgrijs, een echte tekening ontbreekt. De flanken, zijkanten van de kop en de buik zijn lichter tot geel van kleur. De juvenielen hebben meer afstekende kleuren, zoals zwart met oranje. De hagedis bereikt een totale lichaamslengte van ongeveer 40 centimeter. De kopromplengte varieert van 17 tot 22 cm.
De poten zijn goed ontwikkeld maar de voeten zijn vrij klein. De reuzengordelstaarthagedis is eenvoudig te herkennen aan de zeer stevige schubben die elkaar niet overlappen en grote stekels dragen die erg scherp zijn. De stekels bedekken grote delen van het lichaam, zelfs delen van buik, poten en keel en ook aan de onderrand van de kaak steken vergrote stekels uit. De meest prominente stekels bevinden zich op de occipitaalschubben, dit zijn de schubben achter de ogen.
De staart is relatief klein en is ongeveer net zo lang als het lichaam. De staart wordt gebruikt ter verdediging, de hagedis slaat ermee naar vijanden. Met name de staartstekels zijn zeer scherp.

## Levenswijze

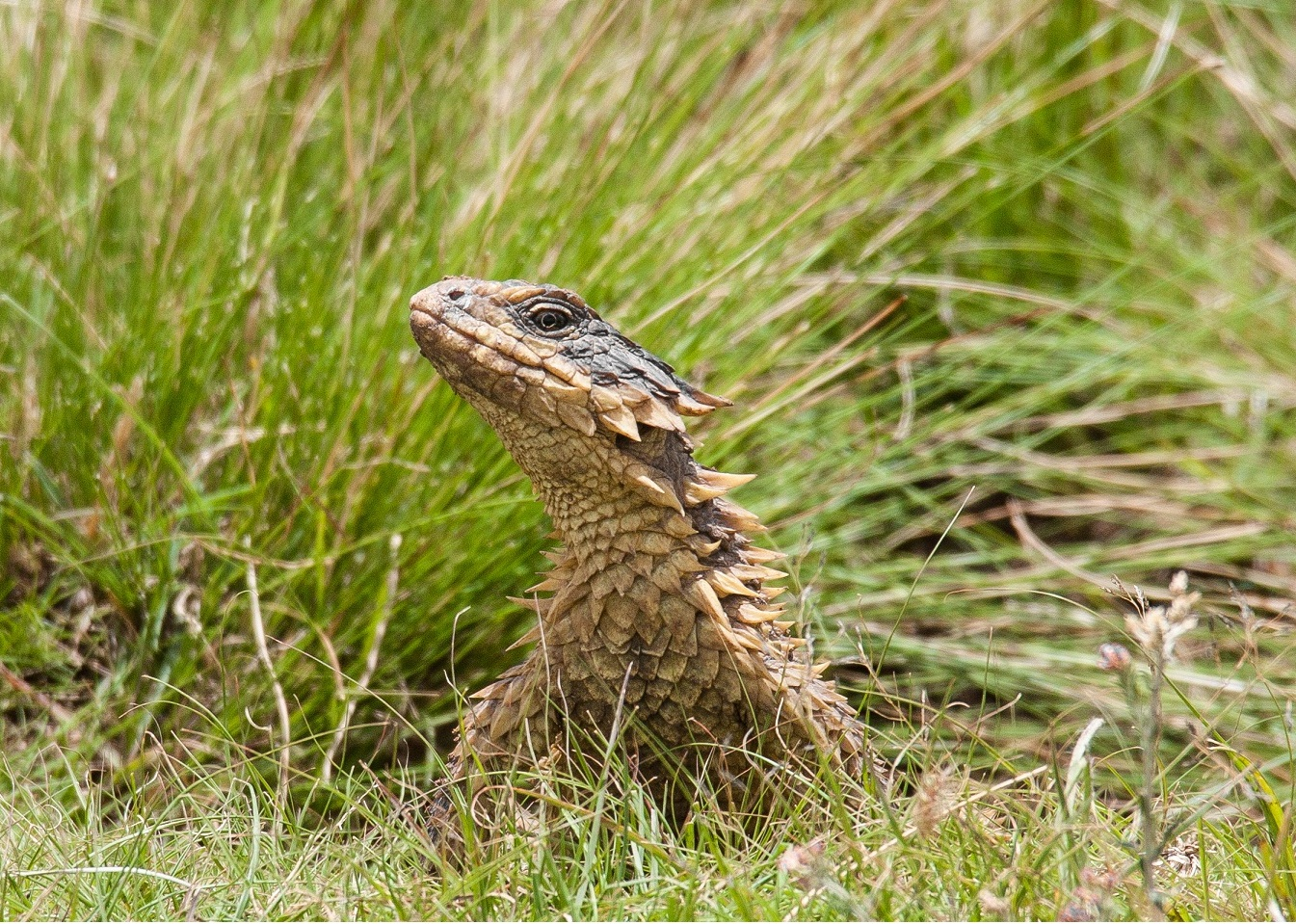
Een zonnend exemplaar in de typische opgerichte houding.

Het voedsel bestaat uit kleine dieren, zowel grotere insecten en andere ongewervelden worden gegeten. Op het menu staan voornamelijk kevers, miljoenpoten, wantsen, mieren, sprinkhanen en vlinders. Daarnaast worden soms kleine hagedissen en zoogdieren buitgemaakt. Ook is wel beschreven dat kannibalisme voorkomt, waarbij grotere dieren de kleinere soortgenoten opeten.
Gordelstaarthagedissen leven in groepen van vele individuen die hun eigen gang gaan. De mannetjes verdedigen hun territorium maar er is verder geen hiërarchie. De hagedissen graven holen tot meer dan twee meter diep. De opening van de holen is gelegen aan de windrichting die het meeste zonlicht oplevert. Vaak worden de verlaten holen van knaagdieren gebruikt. De hagedissen rusten 's nachts in deze holen.
Als ze worden bedreigd, barricaderen ze de ingang van hun hol met de stekelige staart. Als ze worden bedreigd in het hol zetten ze de lange nek- en kopstekels overeind en planten die in het plafond van hun hol, zodat het voor een vijand zeer lastig wordt om het dier uit zijn hol te trekken. Als het dier buiten zijn hol wordt aangevallen slaat het met de van scherpe stekels voorziene staart. De staart kan niet deels worden afgeworpen (caudale autotomie). Al de reuzengordelstaarthagedis geen kant meer op kan doet het alsof het dood is en beweegt niet meer. Als men een dergelijk 'verstijfd' exemplaar op de rug legt draait het zich echter snel weer om.
Vrouwtjes baren jaarlijks een tot twee jongen, maximaal vier. De hagedis is eierlevendbarend en de jongen komen niet in een ei ter wereld maar zijn reeds volledig ontwikkeld. De pasgeboren jongen zijn ongeveer 12,5 centimeter lang en zijn direct zelfstandig. Ze groeien de eerste jaren snel, maar naarmate de dieren ouder worden groeien ze steeds langzamer. De reuzengordelstaarthagedis kan enkele tientallen jaren oud worden. Van een exemplaar in gevangenschap werd een leeftijd beschreven van bijna 25 jaar.
Tijdens de wintermaanden wordt een winterslaap gehouden. Hiervoor worden holen in hoger gelegen gebieden opgezocht, zodat de soms hevige regenval niet voor overstromingen van het hol kan zorgen. De hagedissen eten dan maandenlang niet en teren in op hun voedselreserves.